# 유러피언 챔피언 클럽스 컵

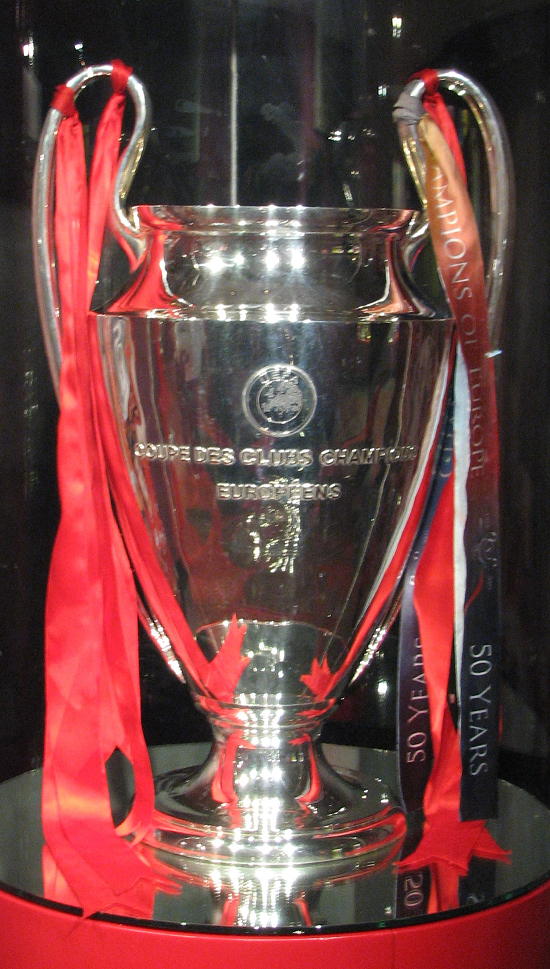
1995년부터 2005년까지 사용된 트로피

유러피언 챔피언 클럽스 컵(영어: European Champion Clubs' Cup), 쿠프 드 클륍스 샹피옹스 외로페앙(프랑스어: Coupe des Clubs Champions Européens) 또는 간단히 유러피언컵은 UEFA 챔피언스리그 우승 팀에게 수여되는 우승 트로피이다. 
우승팀은 다음 시즌 16강 토너먼트 대진 추첨식까지 트로피를 소유할 수 있으며 가품 트로피를 제작할 권리가 주어진다.

## 영구 소유중인 클럽
5회 우승을 하거나 3연패를 할 경우 트로피를 영구 소유할 수 있었는데 이 조항은 2009년 폐지되었다.
- 레알 마드리드
- 아약스
- 바이에른 뮌헨
- AC 밀란
- 리버풀
- 바르셀로나